# Houston Stewart Chamberlain
Houston Stewart Chamberlain, född 9 september 1855 i Southsea, Hampshire, död 9 januari 1927 i Bayreuth, Bayern, var en brittisk författare, kulturfilosof och rasteoretiker. Hans far var amiral, hans farbror var Neville Bowles Chamberlain och brodern var Basil Hall Chamberlain.

## Mannen
Först var det meningen att Houston Stewart Chamberlain skulle gå in i armén eller flottan men hans dåliga hälsa förhindrade sådana planer och han skickades i stället till skolor i Frankrike och Genève där franskan blev hans första språk. Ödet ville att han mellan 15 och 19 års ålder kom i kontakt med två tyskar och från den stunden kände han en oemotståndlig dragning till Tyskland. 1870 fick Chamberlain en tysk informator vid namn Otto Kuntze, vilken under fyra år inpräntade i sin elev hur ärofullt det stridbara Preussen var. Vid 19 års ålder förälskade Chamberlain sig i preussiskan Anna Horst, som också blev hans hustru. 1882 flyttade han från Genève, där han hade läst filosofi, naturalhistoria, fysik, kemi och medicin, till Bayreuth. Chamberlain träffade där sin blivande svärfar Richard Wagner. 1885 bosatte han sig i Dresden där han stannade i fyra år. Det var där han blev tysk till språket. 1889 flyttade han till Wien, där han bodde i tio år. Mellan 1909 och sin död 1927 bodde Chamberlain i Bayreuth.
1905 skilde sig Chamberlain från sin första hustru och gifte 1908 om sig med Eva Wagner, Richard Wagners dotter. Tillsammans slog de sig ned i Wahnfried nära Bayreuth. 
Chamberlain var överkänslig och neurotisk och fick gång på gång nervösa sammanbrott. Han hade en benägenhet att se demoner, vilka drev honom till nya studier i olika ämnen som resulterade i ett omfattande författarskap. När han var på väg hem efter en vistelse i Italien måste han stiga av tåget i Gardona på grund av en andesyn. Han låste in sig i ett hotellrum under åtta dagar och skrev på en biologisk uppsats. De resultat han kom fram till skulle bli kärnan i hans fortsatta specialitet: ras och historia.

## Verket
Chamberlain skrev flera skrifter, av vilken Die Grundlagen des 19. Jahrhunderts, ett arbete på ca 1 200 sidor i två volymer, väckte stort uppseende. Den fick Wilhelm II att falla i hänryckning och gav nationalsocialisterna deras rasidéer. Chamberlain skrev det på 19 månader mellan den 1 april 1897 och den 31 oktober 1898 i Wien. Verket utgavs 1899. Efter tio år hade verket tryckts i åtta upplagor och sålts i 60 000 exemplar, och i slutet av 1930-talet hade antalet tryckta exemplar nått upp till en kvarts miljon. Det var enligt filosofiestudenten C.G. Thomasson ett starkt förhärligande av den "arisk-västerländska" kulturen.
Chamberlain ansåg som Arthur de Gobineau att rasen var historiens nyckel och i själva verket kulturens grundval, men ville absolut inte uppfattas som Gobineaus lärjunge. Tvärtom kritiserade han den franske greven för hans "vanföreställningar och ovetenskaplighet" och avvisade bestämt hans pessimism. För att kunna förklara 1800-talet var det viktigt att först granska tre ting som ärvts från äldre tider:
- grekisk filosofi och konst
- romersk lagstiftning
- Kristusgestalten

De tre arvtagarna var judarna och germanerna, samt blandblodslatinarna vid Medelhavet. Enbart germanerna var förtjänta av detta härliga arv. Visserligen hade de inte framträtt i historien förrän på 1200-talet. Men de hade visat vad de gick för när de krossade romarriket. "Det är inte sant", säger han, "att den germanska barbaren frambesvor vad man har kallat för 'medeltidens mörker'. Detta mörker blev kaotisk rasblandning som gjorde intellektuell och moralisk bankrutt. Hade inte germanen varit, skulle mörkret för all framtid ha sänkt sig över världen." Chamberlain räknade in kelter och slaver bland "germaner" även om tyskarna var viktigast av dem alla. "Historien började på allvar när germanen med sin kraftiga hand lade beslag på arvet från antiken."

### Kapitlet om judarna
Det bärande temat i boken är en religiöst färgad rasism, en apokalyptisk antisemitism. Judarna får det längsta kapitlet i verket. Å ena sidan säger han att judar och germaner var de enda rena raserna i Västerlandet, å andra sidan att semiter hade blandat sig med hettiter (vilka skulle ha varit brakycefala samt haft "judiska näsor") och slutligen med ariska amoriter (högresta, blonda och ståtliga). Men den senaste rasblandningen kom för sent för att rädda den "depraverade" hebreiska stammen. Han beundrade judarna för deras "renhet", men motsäger sig själv. Vidare påstår han att judarna inte är underlägsna utan bara annorlunda. På samma sätt som den judiska och germanska rasen är varandras motsatser är deras världsbilder konträra. När Chamberlain fortsätter att analysera judar glider han in i just den vulgära antisemitismen som han fördömer hos andra. Ett märkligt bidrag är hans försök att bevisa att Kristus inte var jude, utan förmodligen arier. Genom ett cirkelbevis påvisar han detta: läran var så moraliskt högtstående. Det typiska hos judarna var en "jüdischen antireliiösen Materialismus". Det var ett folk som saknade religion. Germanerna hade beskyddat idealismen och den sanna religionen; judarna var inte monoteister, däremot var germanerna det. Judarna drevs främst av en vilja att förstöra allt som är rent och vackert eftersom de är smärtsamt medvetna om att de själva tillhör en bastardras. "Gud bygger idag enbart på tyskarna", skriver han.

## Senare liv
Chamberlain försökte bli mer tysk än de infödda tyskarna. År 1916 blev han tysk medborgare. Under första världskriget anslöt han sig till Alldeutscher Verband och förde en hätsk propaganda mot England. Han erhöll Järnkorset för sin insats. Icke desto mindre tog han offentligt avstånd från Ernst Lissauers "Hassgesang gegen England". Ett urval av hans brev publicerades 1928.
Chamberlain var en av de första som trodde att Hitler hade en stor framtid och att tyskarna skulle få nya möjligheter om de följde honom. De träffades i Bayreuth 1923. Med undantag för en prins som representerade Wilhelm II (kejsaren fick ej återvända till Tyskland) var Hitler den enda offentligt kända personen vid Chamberlains begravning.

## På svenska
- Kristi ord (översättning Samuel Andreas Fries, Beijer, 1902) (Worte Christi)
- Arisk världsåskådning (översättning Z, Nordiska förlaget, 1910) (Arische Weltanschauung)
- Politiska ideal (översättning Dagmar Sommarström, Askerberg, 1916)
- Parsifalsagor (översättning Hanny Flygare, Geber, 1916)
- Demokrati och frihet (anonym översättning, Schildt, 1918)